# Télécabine de la Coma del Clot
La télécabine de la Coma del Clot est un télécabine pulsée de Núria qui suit le même tracé que l'ancien funiculaire, reliant la gare du train à crémaillère de Núria avec à l'auberge du Pic de l'Àliga. La télécabine est entrée en service en 1988, elle appartient également à FGC et est la seule télécabine à impulsions de Catalogne. 

## Histoire
Après l'inauguration du train à crémaillère de Núria en 1931 par la société Ferrocarril de Montaña a Grandes Pendientes (FMGP), les possibilités touristiques de la zone voisine appelée La Coma del Clot ont été évoquées. Il a été décidé de construire un funiculaire et un hôtel, pour créer une station de sports d'hiver dans les Pyrénées.
Les travaux du funiculaire ont commencé en 1935 entrepris par la société "Locomoción y transportes" mais ils furent brusquement arrêtés à cause de la guerre civile et finalement, en 1942, le funiculaire fut inauguré avec le nouvel hôtel Puigmal, situé au sommet de la côte de la Coma del Clot, à 2 120 m d'altitude. La longueur du tracé du funiculaire était de 665 m et le dénivelé était de 150 m. Le voyage n'était pas très long mais permettait aux voyageurs d'atteindre l'hôtel sans risquer de se blesser à cause du dénivelé.
En 1957, tout fut vendu au gouvernement franquiste, à une organisation de type culturel et récréatif, "Educación y Descanso", une entité qui promouvait toutes sortes de manifestations culturelles, artistiques et sportives.
Cependant, le mauvais entretien de l'hôtel, la faible performance et l'infrastructure précaire ont provoqué le déclin total du projet. Dans les années 1980, la station basse du funiculaire était mal peinte et lugubre, les réverbères de l'éclairage public étaient précaire et le train d'un wagon jaune rouillé, emmenait à l'hôtel quasiment abandonné. 
En 1982, l’hôtel fut finalement transféré à la Généralité de Catalogne et fut fermé pendant quelques années. Le funiculaire lui, continua à fonctionner jusqu'en 1987, mais il était pratiquement inutilisé. En 1987, le funiculaire arrêta de fonctionner les installations se détérioraient encore plus. Quelques mois plus tard, la ligne fut entièrement démantelée.
Vers 1988, l’hôtel tricolore Puigmal rouvrit ses portes, reconverti en auberge de jeunesse par la Généralité (désormais connue sous le nom d'Alberg Pic de l’Àliga), pleine de vie, de jeunesse, d’activités et de services. À partir de cette même année, une nouvelle communication entre le sanctuaire de Núria et le pavillon surélevé a été créée, une télécabine confortable et moderne. Au début, une seule cabine avait été distribuée mais quelques mois plus tard, quatre cabines ont été installées améliorant le service et le confort.
En 2019, FGC a entamé la rénovation de la télécabine de la Coma del Clot, en collaboration avec l'Agència Catalana de la Joventut après 31 ans d'exploitation. Ainsi, le téléphérique a fermé à partir du lundi 10 juin et la rénovation commença afin de permettre de le rendre accessible à 100% aux personnes à mobilité réduite.
D'autre part, la capacité et le confort des voyageurs augmentera et le transport de marchandises et de fournitures de la gare de Núria à l'auberge Xanascat située à Pic de l'Àliga sera facilité.
La nouvelle télécabine sera prête l'hiver d'après. Pendant la période de renouvellement du téléphérique, il y aura un service alternatif avec des véhicules tout-terrain pour les utilisateurs de l'auberge.

## Caractéristiques techniques
La ligne fait 657 m de longueur pour un dénivelé de 150 m avec une pente maximale de 23,9 %. Les télécabine ont une capacité de 6 passagers par cabine et le trajet dure environ 2 minutes. Le câble transportant le téléphérique a un diamètre de 36 mm. La télécabine peut transporter 400 passagers par heure et par sens à une vitesse de 5 m/s. La station basse est située à 1 970 m d'altitude et la station haute est située à 2 120 m d'altitude. Il y a 11 pylônes pour tenir le câble et la télécabine fonctionne par traction électrique.